# Four Letter Word (Beady Eye)
Four Letter Word è una canzone del gruppo rock inglese Beady Eye. Traccia di apertura del disco di debutto Different Gear, Still Speeding, è stata pubblicata il 26 dicembre 2010 insieme al relativo videoclip in anteprima sul sito della rivista NME e sul sito ufficiale della band. Il singolo in formato 45 giri in edizione limitata è stato messo sul mercato il 17 gennaio 2011. e contiene il lato b World Outside My Room.

## Lista tracce 7" (45 giri)
Testi e musiche di Liam Gallagher, Gem Archer, Andy Bell.
1. Four Letter Word – 4:15
2. World Outside My Room – 4:25

## Video
Il videoclip del brano è stato pubblicato su Internet il 26 dicembre 2010 in anteprima sul sito della rivista NME e sul sito ufficiale della band. Diretto da Julian House e Julian Gibbs, vede la band suonare al completo in una stanza scura (ci sono anche Jeff Wootton e Matt Jones) ed è ricco di effetti psichedelici.